# Кутейников, Дмитрий Ефимович
Дми́трий Ефи́мович Куте́йников (1766 — 1844) — русский военачальник, генерал от кавалерии.

## Биография
Датой рождения в разных источниках указывается 1766 или 1769 год. Его отец Ефим Дмитриевич был походным казачьим атаманом войска Донского и полковым судьёй. 1 января 1778 года был записан на военную службу казаком. В 1779—1782 и 1784—1787 годах нёс службу на Кавказской линии, где участвовал в боях против горцев. 20 июля 1780 года стал есаулом. Во время сражения в 1787 году на Кинбурнской косе, первым заметил ранение А. В. Суворова, перевязал его рану собственным галстуком, за что был затем награждён именной золотой медалью и чином «донского полковника». В 1788 году получил звание войскового старшины, в 1790—1792 годах участвовал в Польской войне, в том числе во взятии Каменец-Подольска; в 1798 году получил звание подполковника, а 28 октября 1799 года был повышен до полковника. В 1801 году участвовал в походе полка своего имени к Оренбургу и далее в Индию.
В период Войны четвёртой коалиции сражался с французами на территории Пруссии. 22 мая 1807 года первым из казачьих офицеров получил орден Св. Георгия 4-го класса за успешную переправу со своими спешившимися казаками вплавь через реку Нарев у Рожан и снятие расположенных по ней неприятельских пикетов. В 1808—1809 годах, войдя со своим полком в состав Молдавской армии, участвовал в боевых действиях против османских войск, в том числе в битвах при Браилове, Гирсове, Рассевате, Татарице. За сражение при Рассевате 22 декабря 1809 года был награждён орденом Св. Георгия 3-го класса. 2 июня 1809 года ему после успешного разгрома турок под Братиславой было присвоено звание генерал-майора. С 1810 по май 1812 год сначала отправился в состав корпуса Платова, затем возглавлял казачью бригаду, стоявшую у западных границ.

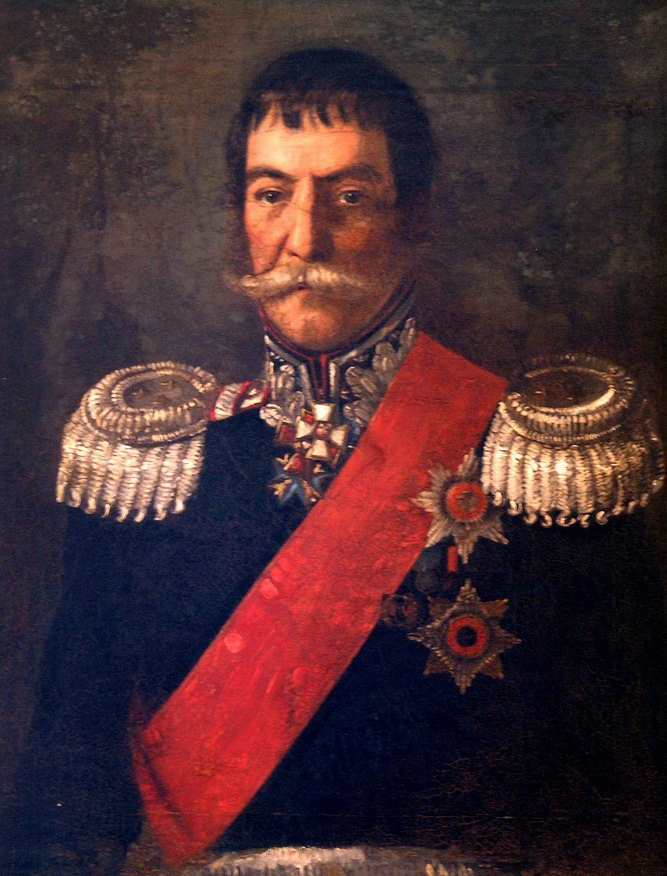
Портрет в музее Донского казачества в Новочеркасске

Во время Отечественной войны 1812 года принимал со своей казачьей бригадой участие во множестве сражений, в том числе в боях под Миром, Романовым (в этом сражении получил ранение саблей в левую руку, однако взял в плен 17 неприятельских офицеров и 293 человека нижних чинов, за что получил орден Св. Анны 1-й степени), Смоленском, где, несмотря на гибель под ним лошади, спас от плена батальон егерей, Бородином, Малоярославцем, Колоцким монастырем, Дорогобужем, затем участвовал в преследовании французов до российской границы, захватив во время боёв под Борисовом и Вильной порядка трёх тысяч пленных и 11 орудий. В марте 1813 года был уволен с военной службы «за болезнью на Дон» и в дальнейших боевых действиях против французов не участвовал.
С 1820 года работал в составе комитета по устройству Войска Донского, в 1826 году вернулся к военной службе. 7 июня 1827 года занял должность наказного атамана, 6 декабря того же года получил звание генерал-лейтенанта, 22 апреля 1834 года — генерала от кавалерии, однако большой энергии при управлении войсками уже не проявлял. 10 февраля 1836 года вскоре после введения нового войскового положения вышел в отставку со службы — формально по прошению вследствие состояния здоровья, но на деле, вероятно, из-за конфликта с военным министром Чернышевым.
Умер в 1844 году.

## Награды
Российской империи:
- именная золотая медаль на георгиевской ленте
- Орден Святого Георгия 4-й степени (7 августа 1807)[4]
- Орден Святого Георгия 3-й степени (1809)[5]
- Золотая сабля «За храбрость» с алмазами (26 марта 1813)[5],[6]; алмазные украшения (1836)[5]
- Орден Святой Анны 1-й степени (1813)[5]; алмазные украшения к ордену (6 октября 1813)[7]
- Орден Святого Владимира 2-й степени (21 апреля 1823)[5],[8]
- Орден Святого Александра Невского (6 декабря 1830)[6]; алмазные украшения (1836)[5]
- Знак отличия за XXX лет беспорочной службы (1834)[5]

Иностранных государств:
- Орден «Pour le Merite» (1807, королевство Пруссия)[5]